# 23306 Adamfields
23306 Adamfields è un asteroide della fascia principale. Scoperto nel 2001, presenta un'orbita caratterizzata da un semiasse maggiore pari a 2,3432268 UA e da un'eccentricità di 0,1214695, inclinata di 6,79817° rispetto all'eclittica.